# Antoni Dominik Tyszkiewicz
Antoni Dominik Tyszkiewicz herbu Leliwa (ur. 1692, zm. 31 stycznia 1762 w Olsiadach) – biskup żmudzki od 16 września 1740, biskup tytularny menniteński, sufragan kijowski od 20 lipca 1739, duchowny sekretarz wielki litewski w latach 1736–1740, kanclerz i kanonik wileński od 1725.
W 1744 odznaczony Orderem Orła Białego.